# Accademia dei filodrammatici
(Primo articolo dello Statuto dell'Accademia)
L'Accademia dei filodrammatici è un'accademia d'arte drammatica italiana, con sede a Milano.

## Storia
L'Accademia nasce il 7 luglio del 1796 quando due borghesi, Bernardoni e Giusti, ricevono l'autorizzazione ad allestire rappresentazioni teatrali per un pubblico numeroso nel teatrino del Collegio Longoni.
Nel 1798 il gruppo ottiene di gestire l'ex chiesa dei Santi Cosma e Damiano trasformata in sala teatrale situata in quella che oggi è via Filodrammatici.
Nel 1805 viene istituita ufficialmente la scuola d'arte drammatica.
Durante la seconda guerra mondiale vengono sospese le attività didattiche e nell'agosto del 1943 un'incursione aerea distrugge la maggior parte dell'edificio.
Nel 1947 la scuola viene riaperta in altra sede; il teatro, invece, dovrà attendere il 1970 dopo la lunga e impegnativa ricostruzione affidata all'Architetto Luigi Caccia Dominioni.
Tra i soci illustri, successivi ai promotori, Cesare Beccaria, Vincenzo Monti e Carlo Porta. Tra gli insegnanti famosi, nel secolo scorso, Pietro Napoli Signorelli, il capocomico Francesco Augusto Bon, l'attore Alamanno Morelli, lo scrittore Giuseppe Giacosa. Nel Novecento l'insegnamento della recitazione passa dall'attore brillante Luigi Monti, a Gualtiero Tumiati e poi a Esperia Sperani, Ernesto Calindri e Riccardo Pradella.
Nel 2017 Antonia Chiodi, direttrice dell'Accademia, ha ricevuto il Prix Florent, importante riconoscimento francese dedicato alla pedagogia teatrale.

## Corso di studi
Il corso di studi consiste in un biennio per attori e gli insegnamenti vengono impartiti attraverso corsi, tenuti dai docenti dell'Accademia e seminari tenuti da professionisti esterni. Al termine del biennio viene rilasciato un diploma.
Tra le materie insegnate figurano: recitazione, dizione ed educazione della voce, storia del teatro, canto, storia del costume e del trucco, movimento scenico e danza contemporanea.
Il corso di studi prevede inoltre, nel corso del biennio, seminari tenuti da registi di diverse nazionalità.
La scuola è tra i soci fondatori dell'École Des Écoles, la rete internazionale di accademie d'arte drammatica che raccoglie una quindicina tra i più importanti centri di formazione al teatro in Europa.
Tra gli allievi più celebri ricordiamo Mariangela Melato, Alberto Sordi, Franca Nuti, Tino Carraro, Lucilla Morlacchi, Lella Costa, Maria Amelia Monti, Lamberto Puggelli, Elia Schilton, Alessandro Preziosi e Spiro Scimone.
Da anni inoltre l'Accademia organizza corsi di perfezionamento per attori professionisti tenuti da importanti personalità del mondo del teatro.

## Biblioteca dell'Accademia
La biblioteca dell'Accademia raccoglie circa 10.000 titoli. Buona parte di essi datano dal 1500 al 1800. Si tratta, infatti, di fondo librario per lo più antico a tema esclusivamente teatrale. Tale fondo è stato totalmente informatizzato in SBN (Sistema Bibliotecario Nazionale) ed è quindi consultabile attraverso l'Opac di SBN, o, per quello che concerne i titoli teatrali contenuti  nelle riviste del '900, l'Opac della Regione Lombardia. La ricerca dei titoli è disponibile anche sul sito dell'Accademia.
Nel 2019 Franca Valeri ha donato il suo archivio all'Accademia.

## Premio Pradella
A partire dal 2013 l'Accademia ha dedicato un premio biennale a Riccardo Pradella "attore e regista, scomparso nel 2012, promotore della riapertura del Teatro Filodrammatici nel 1970 e, dal 1985, docente della Scuola." Il premio è stato assegnato nel 2014 a Maurizio Pellegrini e alla compagnia Eco di Fondo (ex aequo), nel 2016 alla compagnia La Confraternita del Chianti e nel 2018 alla compagnia Scenari Visibili.

## Teatro Utile
Dal 2012 l'Accademia ospita il progetto Teatro Utile (Arte e Sviluppo), diretto da Tiziana Bergamaschi, con l'obiettivo di far incontrare artisti provenienti da tutto il mondo per lavorare a un'idea di teatro multiculturale e inclusiva. Al progetto hanno collaborato autori come Renato Gabrielli, Jose Sanchis Sinisterra, Kossi Efoui, Marco Di Stefano e Mohamed Kacimi.